# Hugo Kinne

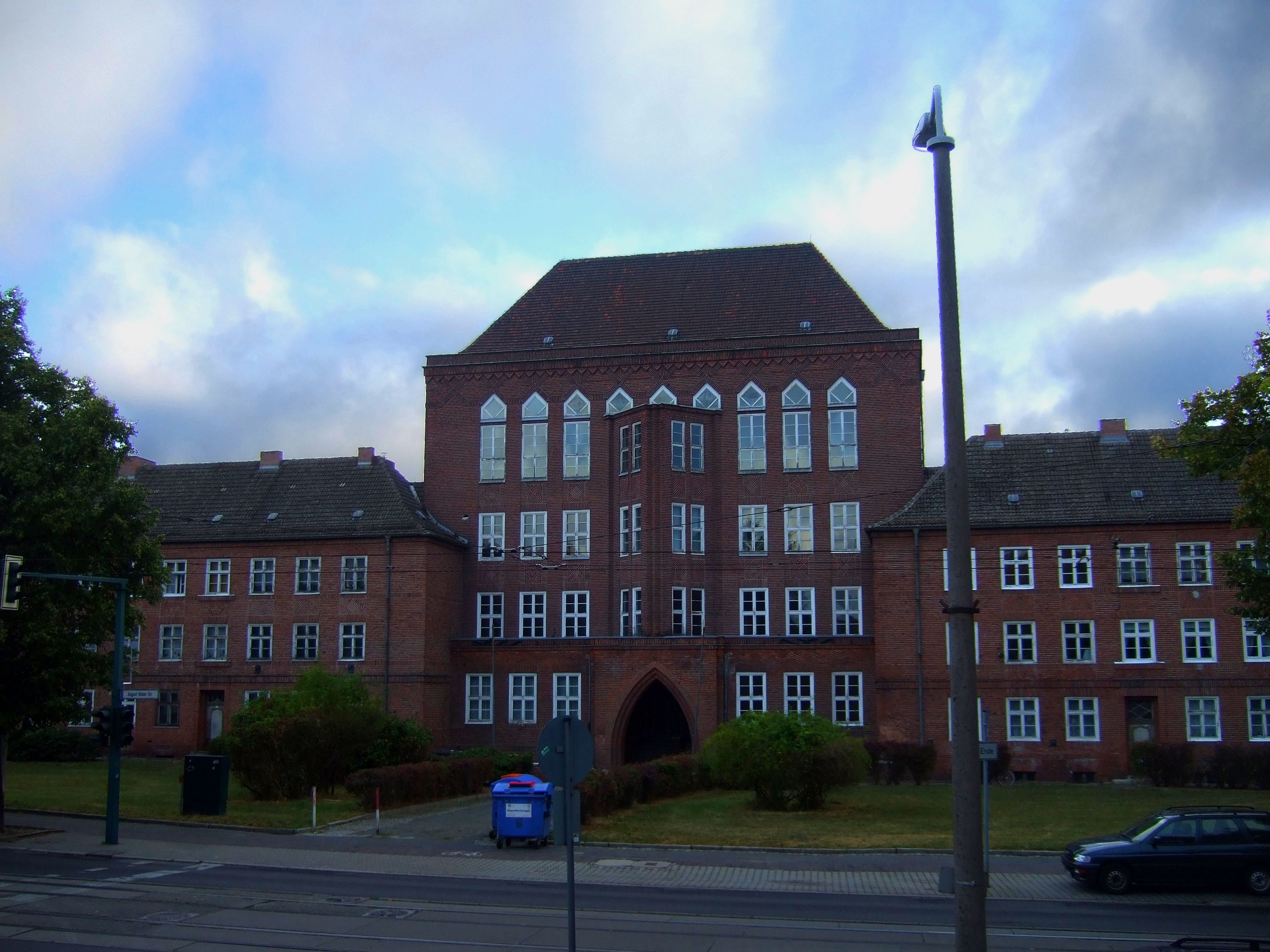
Dawna Hindenburgschule

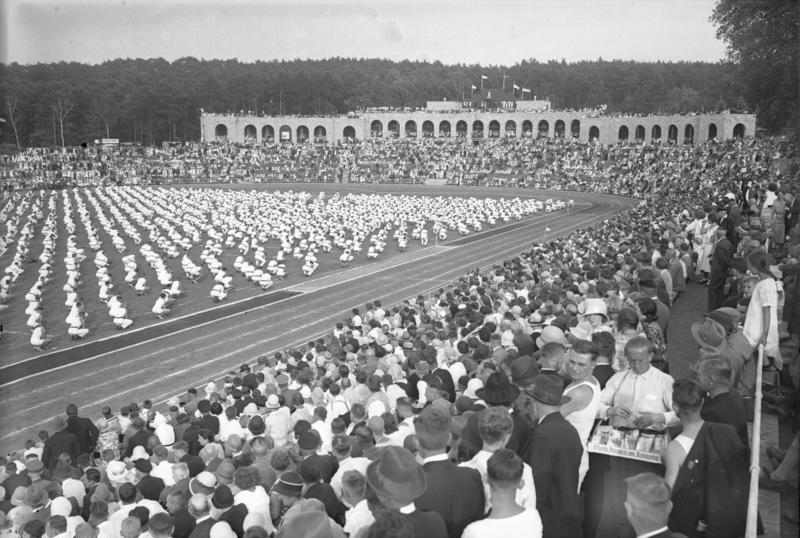
Dawny Ostmarkstadion (1930), obecnie Stadion SOSiR w Słubicach

Gustav Adolf Hugo Max Kinne (potocznie Hugo Kinne, ur. 30 lipca 1882 w Genthin pod Magdeburgiem, zm. 15 listopada 1948 w Magdeburgu) – niemiecki prawnik i polityk, doktor nauk prawnych, nadburmistrz Frankfurtu nad Odrą w latach 1925–1933 (formalnie do 1934).

## Życiorys
7 października 1925 został wybrany na nadburmistrza Frankfurtu nad Odrą, urząd objął 12 listopada). W czasie jego urzędowania zdecydowano o budowie wielu szkół i budynków użyteczności publicznej tj. m.in. Hindenburgschule (otwarcie 1927), Ostmarkstadion (inauguracja po gruntownej przebudowie 27 maja 1927), czy Akademia Pedagogiczna (początek budowy 1931).
Po nominacji Hitlera na kanclerza Rzeszy zmiany nie ominęły również frankfurckiego magistratu. Decyzją szefa rządu z 6 kwietnia 1933 7 członków NSDAP zostało powołanych na 7 komisarycznych, nieuposażonych członków rady miejskiej we Frankfurcie nad Odrą. Magistrat uległ poważnej reorganizacji. W październiku 1933 narodowi socjaliści zawiesili nadburmistrza Kinne w czynnościach. 1 czerwca 1934 został wysłany na przymusową emeryturę i opuścił miasto.
Ostatnie lata życia spędził jako adwokat i notariusz w swoim rodzinnym mieście Genthin. Zmarł podczas transportu do szpitala.